# Гантюмерейтбюрен
Гантюмерейтбюрен (нід. Hantumeruitburen), фриз. Hantumerútbuorren) — селище в нідерландській провінції Фрисландія. Входить до муніципалітету Північно-Східна Фрисландія.
Його площа становить 4,08км², а населення станом на 2021 рік складало 70 осіб.
Перша згадка про населений пункт датується 1511 роком.